# Svjatoslav Nazarenko
Svjatoslav Nazarenko (in cirillico: Святослав Назаренко?; 7 agosto 2004) è un saltatore con gli sci ed ex combinatista nordico kazako.

## Biografia
Svjatoslav Nazarenko ha iniziato la sua carriera nella combinata nordica, praticandola dal 2019 al 2022 e disputando anche i Mondiali juniores di Zakopane/Lygnasæter 2022. Dalla stagione 2021-2022 si dedica al salto con gli sci: ha esordito in Coppa del Mondo il 9 dicembre 2023 a Klingenthal (49º) e ai Campionati mondiali a Planica 2023, dove si è classificato 11º nella gara a squadre. Ai Mondiali Trondheim 2025 si è piazzato 10º nella gara a squadre; non ha preso parte a rassegne olimpiche.